# Meighan Desmond
Meighan Desmond (Kaitaia, Nueva Zelanda; 7 de octubre de 1977) es una actriz neozelandesa, más conocida por interpretar a Discordia, la diosa griega del caos y el castigo, en la serie de televisión Hercules: The Legendary Journeys y en sus dos series derivadas, Xena: la princesa guerrera y El joven Hércules.
También trabajó como la asistente personal de Ted Raimi durante sus últimas apariciones en Xena: la princesa guerrera. Además, ha participado en varios proyectos de cine y televisión en Nueva Zelanda, incluyendo la serie de televisión Shortland Street. Actualmente, reside en Los Ángeles (California).